# 엘리자베스 쉬슬러 피오렌자
엘리자베스 쉬슬러 피오렌자(Francis Schüssler Fiorenza, 1938년 출생)는 루마니아 태생의 독일인, 로마 가톨릭 페미니스트 신학자이며 현재 하버드 신학교의 Krister Stendahl 신학 교수이다.

## 삶
그녀는 1938년 4월 17일 루마니아 왕국의 바나트 지방의 세나드에서 엘리자베스 슈슬러로 태어났으며, 그곳에서 그녀는 인종적으로 혼합된 공동체의 바나트 스와비안 독일어를 사용하는 가톨릭 신자에 속했다. 1944년 말 러시아군이 루마니아를 거쳐 진격하자 그녀의 부모는 그녀와 함께 독일 남부로 피신했다. 그 후 그들은 프랑크푸르트로 이주했다. 그곳에서 그녀는 지역 학교에 다녔다. 그 후 1963년 뷔르츠부르크 대학교에서 신학 허가서(학위논문)를 받았는데, 1964년 독일어로 '데르 베르게센 파트너'(The Forgessene Partner)로 발표한 논문이다. 그녀는 그 후 뮌스터 대학에서 신학 박사 학위를 받았다. 1967년 그녀는 독일에서 공부하던 미국 신학자 프란시스 슈슬러 피오렌자와 결혼했다. 1970년 두 사람은 모두 딸 크리스티나를 둔 노트르담 가톨릭대학교에서 교직 약속을 확보했다. 그 후 그녀는 매사추세츠 케임브리지의 성공회 신학 학교에서 가르쳤다.
1984년 슈슬러 피오렌자는 97명의 신학자 및 종교인 중 한 명으로, 낙태에 대한 교회의 입장에 대한 종교 다원주의와 가톨릭 교회 내에서의 논의를 촉구하였다. 1995년 슈슬러 피오렌자는 웁살라 대학 신학부로부터 명예박사학위를 받았다.
쉬슬러 피오렌자는 가톨릭 신자로 그녀의 작품은 일반적으로 기독교의 맥락에 있지만, 그녀의 작품은 더 넓은 적용가능성을 가지고 있다.

## 연구
슈슬러 피오렌자는 이후 페미니스트 종교학 저널(Journal of Studies in Eright)의 공동 창립자가 되었다. 그 후 그녀는 하버드 신학교의 초대 크리스터 스텐달 신학 교수로 임명되었다. 그녀의 남편 프란시스 슈슬러 피오렌자는 같은 기관의 로마 가톨릭학 교수다.
슈슬러 피오렌자는 콘돌리움 편집위원으로 재직했으며 가톨릭 성서 분기별 부편집장 출신이다. 1971년 가톨릭 성서협회 회원으로 선출되었고, 최초의 여성회장으로 선출된 성서문학회 회장(1987년), 2001년 미국예술과학아카데미에 선출되었다.
'그녀를 기억:하면서: 기독교 기원 페미니스트 신학 재구축' 은 슈슬러 피오렌자의 가장 초기 저서 중 하나이다. 초기 기독교 교회에서 간과되었던 여성들의 공헌에 대한 회수를 주장했던 이 작품은 페미니스트 신학에서 역사적 엄격함에 대한 높은 기준을 세웠다. 게다가, 그녀는 저널과 잡지에 널리 출판되었다.

### 그녀를 기억하면서와 사도 바오로
쉬슬러 피오렌자는 '그녀를 기억하면서'에서 초기 기독교의 재건에 대해 성 바오로에 대해 장황하게 논하고 있다. 그녀는 사도행전에 나오는 그의 서신뿐 아니라 그의 사역의 서사를 탐구한다. 어떤 이들은 사도 바울과 여성의 관계를 여성혐오주의로 보고, 여성의 종속, 교회에서의 필요한 침묵 등에 대한 논란이 많은 구절을 지적한다. 슈슬러 피오렌자는 이러한 생각을 거부하고 이야기를 더 깊이 파고들어 진정한 바울과 여성과의 관계를 찾는다.
그녀는 바오로가 성직 기간 내내, 그리고 정경과 외경에서 여성들과 많은 만남을 가졌던 것에 대해 논하면서, 바오로는 그 여성들을 사람으로서나 목회자들로서나 동등하다고 보았다고 언급했다. 특히 바오로와 테클라 행전에 관심을 쏟는데, 바오로의 이름이 제목에 포함되었음에도 불구하고, 바오로의 비범한 여성 동반자의 거룩함과 사역에 관한 이야기가 주된 내용이다.
쉬슬러 피오렌자는 바울의 핵심 신학 구절 중 하나인 갈라티아서 3장 28절에서 "더 이상 유대인이나 그리스인이 없고, 노예나 자유가 없으며, 남성과 여성이 더 이상 존재하지 않는다. 여러분 모두가 그리스도 예수 안에서 하나이기 때문이다."로 돌아간다. 쉬슬러 피오렌자는 이 성명을 "역사적 영향이 광범위했던 기독교 선교운동의 신학적 자기이해의 핵심 표현"으로 보고 있다. 또한 "제자가 되는 것은 여성이 '남성'이 되고, '남성'이 되며, '남성'이 되며, 성생성 능력을 포기하는 것을 의미한다는 영지주의의 이해와 싸웠다. 남성의 원리는 하늘, 천사, 신성한 영역을 의미하고, 여성의 원리는 인간의 나약함 또는 악을 상징하기 때문이다." 바울의 기독교 공동체에서, 여성들은 더 신성해지기 위해 남자처럼 될 필요가 없었다. 그들은 단지 그리스도를 따라야 했다. 슈슬러 피오렌자의 관점에서 바라본다면, 갈라디아에서 이 선언은 다른 소외된 사람들 중, 사역에 있는 여성의 합법성을 확인하는 것이다.
그녀는 또한 에페소서로부터 압착될 수 있는 것뿐만 아니라, 콜로세서 3장 18-4장 1절과 베드로1서 2장 11절-3장 12절에서 발견된 가정법규에 대해서도 논한다. 그녀는 가정과 그 안에 있는 '교회'는 원래 양성평등의 공간이었을 것이라고 주장하지만 기독교가 성장하면서 그리스 로마 문화에 순응하라는 압력이 증가하면서 성차별주의가 슬금슬금 들어오기 시작했을 것이다. 주교의 초기 사무실과 마찬가지로 사목에서의 동등한 역할은 "사회적으로 휘발성 있는[상황]"으로 간주되었다. 이는 부유한 여성의 손에서 교회 권력을 빼앗으려는 욕망과 결합되어 바울린 교회에 가부장제가 도입되는 계기가 되었다.
쉬슬러 피오렌자는 인용된 여성 혐오적 제약과 구절이 어떤 형태로든 바울의 서신의 한 부분이었지만, 그들이 존재했다는 것은 신생 교회와 주변 문화 사이의 긴장을 완화하는 데 도움이 될 뿐만 아니라 컬트라는 인식을 피하기 위해서였다고 주장한다. 그러나, 바오로와 바오로 공동체는 여성과 남성 사이의 그리스도의 평등을 종속관계로 바꾸기 위해 이러한 제한을 없앤다고 보았다.

## 출판 된 작품
- Der vergessene Partner: Grundlagen, Tatsachen und Möglichkeiten der beruflichen Mitarbeit der Frau in der Heilssorge der Kirche (1964)
- Priester für Gott: Studien zum Herrschafts- und Priestermotiv in der Apokalypse, NTA NF 7 (1972)
- The Apocalypse (1976)
- Hebrews, James, 1 and 2 Peter, Jude, Revelation. Proclamation Commentaries together with Fuller, Sloyan, Krodel, Danker (1977 /1981)
- Invitation to the Book of Revelation: A Commentary on the Apocalypse with Complete Text from the Jerusalem Bible (1981)
- Lent. Proclamation II: Aids for Interpreting the Lessons of the Church Year. Series B, [together with Urban T. Holmes] (1981)
- In Memory of Her: A Feminist Theological Reconstruction of Christian Origins (1983)
- Bread Not Stone: The Challenge of Feminist Biblical Interpretation (1985)
- Revelation: Vision of a Just World (1991)
- But She Said: Feminist Practices of Biblical Interpretation (1992)
- Discipleship of Equals: A Critical Feminist Ekklesialogy Of Liberation (1993)
- Jesus: Miriam's Child, Sophia's Prophet: Critical Issues in Feminist Christology (1994)
- The Power of Naming (1996)
- Sharing Her Word: Feminist Biblical Interpretation in Context (1998)
- Rhetoric and Ethic: The Politics of Biblical Studies (1999)
- Jesus and the Politics of Interpretation (2000)
- Wisdom Ways: Introducing Feminist Biblical Interpretation (2001)
- The ninth chapter of Transforming the Faiths of our Fathers: Women who Changed American Religion, edited by Ann Braude. (2004)
- The Power of the Word: Scripture and the Rhetoric of Empire (2007)
- The Transforming Vision: Explorations in Feminist The*logy (2011)
- "Changing the Paradigms: Toward a Feminist Future of the Biblical Past." In Future of the Biblical Past, 289–305. Atlanta: Society of Biblical Literature, 2012.
- Changing Horizons: Explorations in Feminist Interpretation (2013)